# 薩霖
薩霖（？年—？年），號潤堂，鑲白旗滿洲人， 繙譯鄉試中式舉人，嘉慶十九年甲戌科繙譯會試中式進士。由盛京戸部員外郎補授河南道御史，道光14年署察太平倉、稽查銀庫、稽查崇文門稅務轉禮科給事中。工科掌印給事中。巡城御史(巡視中城)，道光17年順天鄉試監試，道光23年七品筆帖式。